# Lamborghini
Automobili Lamborghini S.p.A. (uitspr.: [lamborˈɡiːni]) is een Italiaanse fabrikant van luxe sportwagens die eigendom is van Volkswagen via hun dochterbedrijf Audi. Lamborghini's productiefaciliteit en het hoofdkantoor zijn gevestigd in Sant'Agata Bolognese, Italië.

## Geschiedenis
Ferruccio Lamborghini vergaarde zijn fortuin voornamelijk in de fabricage van Lamborghini-tractoren in Italië en Spanje. Hij was begin jaren zestig een bon vivant met een passie voor snelle wagens en bezat daarvan een aanzienlijke collectie. Ferruccio Lamborghini had onder andere een splinternieuwe Ferrari die in één jaar tijd viermaal terug naar de fabriek moest wegens gebreken. Toen Ferrucio de achttien jaar oudere Enzo Ferrari hierover misnoegd aansprak zou deze laatste hem neerbuigend hebben afgewimpeld: "The clutch is not the problem. The problem is you don’t know how to drive a Ferrari and you break the clutch."
Drie maanden later stal een prototype van de Lamborghini 350 GTV de show op de jaarlijkse autosalon van Genève van 1963. Het was gesierd met een radiatorembleem van een aanvallende stier (het logo van de tractorenbouwer), die zich de komende veertig jaar fel zou weten te meten met het steigerende Ferrari-paard.

Ferruccio Lamborghini was geslaagd in een onwaarschijnlijke krachttoer: in minder dan drie maanden een team van ingenieurs, stylisten en carrosseriebouwers aan te werven in zijn tractorbouwbedrijf met als enige opdracht: "Bouw mij een sportwagen die in elk opzicht superieur is aan Ferrari."
Van meet af aan was het nieuwe automerk een sensatie, met haar technologie die verder was (onafhankelijke ophanging, dwarsliggende middenmotor, aerodynamica) dan die van de eerder conservatieve Ferrari's. Lamborghini richtte zich echter puur op de verkoop van productiemodellen aan particulieren en liet het racen aan anderen over. Hoewel Ferrari al ruim een halve eeuw de F1- en F2-klassementen zou blijven domineren zou het merk sinds 1964 met concurrentie van Lamborghini worden geconfronteerd.
In de jaren zeventig raakte Lamborghini in financiële moeilijkheden. Nadat Ferruccio Lamborghini zijn bedrijf had verkocht werd Lamborghini een onderdeel van verscheidene autofabrikanten, waaronder Chrysler en het Indonesische MegaTech. In 1998 werd het bedrijf in zijn geheel overgenomen door Audi. Sinds het bedrijf door deze Volkswagen-dochter werd overgenomen, steeg het aantal werknemers van 300 tot 450.
In 2014 vertrok Stefano Domenicali na strubbelingen bij Scuderia Ferrari. Enkele maanden na zijn vertrek werd hij door Audi aangenomen, waarna hij in 2016 bij Lamborghini werd aangesteld als CEO.
In 2020 verkocht het bedrijf in totaal 7250 voertuigen, waarvan 4364 van het model Urus en 1258 exemplaren van de Huracán Coupé.
Medio 2021 maakte het bedrijf bekend rond het jaar 2024 alleen nog maar plug-inhybrides aan te willen bieden. Tussen 2025 en 2030 wil het de eerste volledig elektrisch aangedreven auto in productie nemen. Deze ambitie zal leiden tot een investering van ongeveer 1,5 miljard euro waarbij de omslag in techniek niet mag leiden tot mindere prestaties.

## Resultaten
| Jaar | Autoverkopen | Werknemers |        |
| ---- | ------------ | ---------- | ------ |
| 2023 | 10.112       |            |        |
| 2022 | 9.233        | 2000+      |        |
| 2021 | 8.405        | 1.830      | [ 3 ]  |
| 2020 | 7.430        | 1.769      | [ 4 ]  |
| 2019 | 8.205        | 1.788      | [ 5 ]  |
| 2018 | 5.750        | 1.643      | [ 6 ]  |
| 2017 | 3.815        | 1.465      | [ 7 ]  |
| 2016 | 3.457        | 1.312      | [ 8 ]  |
| 2015 | 3.245        | 1.146      | [ 9 ]  |
| 2014 | 2.530        | 1.058      | [ 10 ] |
| 2013 | 2.121        | 966        | [ 11 ] |
| 2012 | 2.083        | 925        |        |
| 2011 | 1.602        | 831        | [ 12 ] |
| 2010 | 1.302        | 803        | [ 13 ] |
| 2009 | 1.515        | 1.000      |        |
| 2008 | 2.430        | 989        |        |
| 2007 | 2.406        | 933        |        |
| 2006 | 2.087        | ?          |        |
| 2005 | 1.600        | ?          |        |
| 2004 | 1.592        | ?          |        |
| 2003 | 1.305        | ?          |        |
| 2002 | 424          | ?          |        |
| 2001 | 297          | ?          |        |
| 2000 | 296          | ?          |        |
| 1999 | 265          | ?          |        |
| 1998 | ?            | ?          |        |
| 1997 | ?            | ?          |        |
| 1996 | ?            | ?          |        |
| 1995 | ?            | ?          |        |
| 1994 | ?            | ?          |        |
| 1993 | 215          | ?          |        |
| 1992 | 166          | ?          |        |
| 1991 | 673          | ?          |        |

## Modellen
De meeste modellen dragen de naam van een stier of een stierenvechtersfamilie.

### Huidige modellen
- Lamborghini Huracan 2005
- Lamborghini Huracan LP610-4
- Lamborghini Huracan Performante LP640-4
- Lamborghini Huracan Spider LP610-4
- Lamborghini Huracan LP580-2
- Lamborghini Huracan Spider LP580-2
- Lamborghini Revuelto
- Lamborghini Urus
- Lamborghini SC18
- Lamborghini Huracán EVO
- Lamborghini Huracán EVO Spyder
- Lamborghini Huracán EVO RWD
- Lamborghini Huracán EVO RWD Spyder

### Concepten
- Lamborghini 350 GTV
- Lamborghini 400GT Monza
- Lamborghini Ankonian
- Lamborghini Athon
- Lamborghini Bravo
- Lamborghini Calà
- Lamborghini Cheetah
- Lamborghini Concept S
- Lamborghini Egoista
- Lamborghini Estoque
- Lamborghini Flying Star II
- Lamborghini L147 Canto
- Lamborghini LM001
- Lamborghini LM003
- Lamborghini LM004
- Lamborghini LMA002
- Lamborghini Marco Polo
- Lamborghini Marzal
- Lamborghini P147 Acosta
- Lamborghini Portofino
- Lamborghini Raptor
- Lamborghini Asterion
- Lamborghini Vision GT
- Lamborghini Genesis

### Oude modellen
- 1964 - 1967: Lamborghini 350 GTV
- 1966 - 1968: Lamborghini 400 GT
- 1966 - 1973: Lamborghini Miura
- 1968 - 1978: Lamborghini Espada
- 1968 - 1970: Lamborghini Islero
- 1970 - 1978: Lamborghini Jarama
- 1973 - 1979: Lamborghini Urraco
- 1974 - 1989: Lamborghini Countach
- 1976 - 1979: Lamborghini Silhouette
- 1982 - 1989: Lamborghini Jalpa
- 1986 - 1992: Lamborghini LM002
- 1990 - 2001: Lamborghini Diablo
- 2003 - 2010: Lamborghini Murciélago
- 2007 - 2009: Lamborghini Reventón
- 2011: Lamborghini Sesto Elemento
- 2003 - 2014: Lamborghini Gallardo
- 2013 - 2014: Lamborghini Veneno
- 2016 - 2017: Lamborghini Centenario
- 2020 - 2022: Lamborghini Sián
- 2011 - 2022: Lamborghini Aventador

## Statistieken

### Verkoopcijfers
| Type                   | 2021  | 2020  |  | 2011  | 2010  | 2009  |
| ---------------------- | ----- | ----- |  | ----- | ----- | ----- |
| Lamborghini Urus       | 5.021 | 4.391 |  | –     | –     | –     |
| Lamborghini Huracán    | 2.586 | 2.193 |  | –     | –     | –     |
| Lamborghini Aventador  | 798   | 846   |  | 345   | –     | –     |
| Lamborghini Gallardo   | –     | –     |  | 1.250 | 1.052 | 922   |
| Lamborghini Murciélago | –     | –     |  | 7     | 250   | 331   |
| Totaal                 | 8.405 | 7.430 |  | 1.602 | 1.302 | 1.253 |

### Tijdlijn
| Lamborghini-modellen van 1960 tot 1990 — volgend » | Lamborghini-modellen van 1960 tot 1990 — volgend » | Lamborghini-modellen van 1960 tot 1990 — volgend » | Lamborghini-modellen van 1960 tot 1990 — volgend » | Lamborghini-modellen van 1960 tot 1990 — volgend » | Lamborghini-modellen van 1960 tot 1990 — volgend » | Lamborghini-modellen van 1960 tot 1990 — volgend » | Lamborghini-modellen van 1960 tot 1990 — volgend » | Lamborghini-modellen van 1960 tot 1990 — volgend » | Lamborghini-modellen van 1960 tot 1990 — volgend » | Lamborghini-modellen van 1960 tot 1990 — volgend » | Lamborghini-modellen van 1960 tot 1990 — volgend » | Lamborghini-modellen van 1960 tot 1990 — volgend » | Lamborghini-modellen van 1960 tot 1990 — volgend » | Lamborghini-modellen van 1960 tot 1990 — volgend » | Lamborghini-modellen van 1960 tot 1990 — volgend » | Lamborghini-modellen van 1960 tot 1990 — volgend » | Lamborghini-modellen van 1960 tot 1990 — volgend » | Lamborghini-modellen van 1960 tot 1990 — volgend » | Lamborghini-modellen van 1960 tot 1990 — volgend » | Lamborghini-modellen van 1960 tot 1990 — volgend » | Lamborghini-modellen van 1960 tot 1990 — volgend » | Lamborghini-modellen van 1960 tot 1990 — volgend » | Lamborghini-modellen van 1960 tot 1990 — volgend » | Lamborghini-modellen van 1960 tot 1990 — volgend » | Lamborghini-modellen van 1960 tot 1990 — volgend » | Lamborghini-modellen van 1960 tot 1990 — volgend » | Lamborghini-modellen van 1960 tot 1990 — volgend » | Lamborghini-modellen van 1960 tot 1990 — volgend » | Lamborghini-modellen van 1960 tot 1990 — volgend » | Lamborghini-modellen van 1960 tot 1990 — volgend » | Lamborghini-modellen van 1960 tot 1990 — volgend » |
| -------------------------------------------------- | -------------------------------------------------- | -------------------------------------------------- | -------------------------------------------------- | -------------------------------------------------- | -------------------------------------------------- | -------------------------------------------------- | -------------------------------------------------- | -------------------------------------------------- | -------------------------------------------------- | -------------------------------------------------- | -------------------------------------------------- | -------------------------------------------------- | -------------------------------------------------- | -------------------------------------------------- | -------------------------------------------------- | -------------------------------------------------- | -------------------------------------------------- | -------------------------------------------------- | -------------------------------------------------- | -------------------------------------------------- | -------------------------------------------------- | -------------------------------------------------- | -------------------------------------------------- | -------------------------------------------------- | -------------------------------------------------- | -------------------------------------------------- | -------------------------------------------------- | -------------------------------------------------- | -------------------------------------------------- | -------------------------------------------------- | -------------------------------------------------- |
| Type                                               | Type                                               | 1960                                               | 1960                                               | 1960                                               | 1960                                               | 1960                                               | 1960                                               | 1960                                               | 1960                                               | 1960                                               | 1960                                               | 1970                                               | 1970                                               | 1970                                               | 1970                                               | 1970                                               | 1970                                               | 1970                                               | 1970                                               | 1970                                               | 1970                                               | 1980                                               | 1980                                               | 1980                                               | 1980                                               | 1980                                               | 1980                                               | 1980                                               | 1980                                               | 1980                                               | 1980                                               |
| Type                                               | Type                                               | 0                                                  | 1                                                  | 2                                                  | 3                                                  | 4                                                  | 5                                                  | 6                                                  | 7                                                  | 8                                                  | 9                                                  | 0                                                  | 1                                                  | 2                                                  | 3                                                  | 4                                                  | 5                                                  | 6                                                  | 7                                                  | 8                                                  | 9                                                  | 0                                                  | 1                                                  | 2                                                  | 3                                                  | 4                                                  | 5                                                  | 6                                                  | 7                                                  | 8                                                  | 9                                                  |
| GT                                                 | V12                                                |                                                    |                                                    |                                                    |                                                    | 350 GT                                             | 350 GT                                             | 350 GT                                             |                                                    |                                                    |                                                    |                                                    |                                                    |                                                    |                                                    |                                                    |                                                    |                                                    |                                                    |                                                    |                                                    |                                                    |                                                    |                                                    |                                                    |                                                    |                                                    |                                                    |                                                    |                                                    |                                                    |
| GT                                                 | V12                                                |                                                    |                                                    |                                                    |                                                    |                                                    |                                                    | 400 GT                                             | 400 GT                                             | Islero                                             | Islero                                             | Jarama                                             | Jarama                                             | Jarama                                             | Jarama                                             | Jarama                                             | Jarama                                             | Jarama                                             | Jarama                                             | Jarama                                             |                                                    |                                                    |                                                    |                                                    |                                                    |                                                    |                                                    |                                                    |                                                    |                                                    |                                                    |
| GT                                                 | V12                                                |                                                    |                                                    |                                                    |                                                    |                                                    |                                                    | Espada                                             |                                                    |                                                    |                                                    |                                                    |                                                    |                                                    |                                                    |                                                    |                                                    |                                                    |                                                    |                                                    |                                                    |                                                    |                                                    |                                                    |                                                    |                                                    |                                                    |                                                    |                                                    |                                                    |                                                    |
| Sportwagen                                         | V8                                                 |                                                    |                                                    |                                                    |                                                    |                                                    |                                                    |                                                    |                                                    |                                                    |                                                    |                                                    |                                                    |                                                    |                                                    |                                                    |                                                    | Silhouette                                         | Silhouette                                         | Silhouette                                         | Silhouette                                         |                                                    | Jalpa                                              | Jalpa                                              | Jalpa                                              | Jalpa                                              | Jalpa                                              | Jalpa                                              | Jalpa                                              | Jalpa                                              |                                                    |
| Sportwagen                                         | V8                                                 |                                                    |                                                    |                                                    |                                                    |                                                    |                                                    |                                                    |                                                    |                                                    |                                                    |                                                    | Urraco                                             |                                                    |                                                    |                                                    |                                                    |                                                    |                                                    |                                                    |                                                    |                                                    |                                                    |                                                    |                                                    |                                                    |                                                    |                                                    |                                                    |                                                    |                                                    |
| Sportwagen                                         | V12                                                |                                                    |                                                    |                                                    |                                                    |                                                    |                                                    | Miura                                              | Miura                                              | Miura                                              | Miura                                              | Miura                                              | Miura                                              | Miura                                              |                                                    | Countach                                           | Countach                                           | Countach                                           | Countach                                           | Countach                                           | Countach                                           | Countach                                           | Countach                                           | Countach                                           | Countach                                           | Countach                                           | Countach                                           | Countach                                           | Countach                                           | Countach                                           | Countach                                           |
| SUV                                                | SUV                                                |                                                    |                                                    |                                                    |                                                    |                                                    |                                                    |                                                    |                                                    |                                                    |                                                    |                                                    |                                                    |                                                    |                                                    |                                                    |                                                    |                                                    |                                                    |                                                    |                                                    |                                                    |                                                    |                                                    |                                                    |                                                    |                                                    | LM002                                              | LM002                                              | LM002                                              | LM002                                              |
| Eigenaar                                           | Eigenaar                                           | Ferruccio Lamborghini                              | Ferruccio Lamborghini                              | Ferruccio Lamborghini                              | Ferruccio Lamborghini                              | Ferruccio Lamborghini                              | Ferruccio Lamborghini                              | Ferruccio Lamborghini                              | Ferruccio Lamborghini                              | Ferruccio Lamborghini                              | Ferruccio Lamborghini                              | Ferruccio Lamborghini                              | Ferruccio Lamborghini                              | Ferruccio Lamborghini                              | Rossetti / Leimer                                  | Rossetti / Leimer                                  | Rossetti / Leimer                                  | Rossetti / Leimer                                  | Rossetti / Leimer                                  | (curatele)                                         | (curatele)                                         | (curatele)                                         | (curatele)                                         | (curatele)                                         | (curatele)                                         | Gebr. Mimran                                       | Gebr. Mimran                                       | Gebr. Mimran                                       | Gebr. Mimran                                       | Chrysler                                           | Chrysler                                           |

| « vorig — Lamborghini-modellen van 1990 tot heden | « vorig — Lamborghini-modellen van 1990 tot heden | « vorig — Lamborghini-modellen van 1990 tot heden | « vorig — Lamborghini-modellen van 1990 tot heden | « vorig — Lamborghini-modellen van 1990 tot heden | « vorig — Lamborghini-modellen van 1990 tot heden | « vorig — Lamborghini-modellen van 1990 tot heden | « vorig — Lamborghini-modellen van 1990 tot heden | « vorig — Lamborghini-modellen van 1990 tot heden | « vorig — Lamborghini-modellen van 1990 tot heden | « vorig — Lamborghini-modellen van 1990 tot heden | « vorig — Lamborghini-modellen van 1990 tot heden | « vorig — Lamborghini-modellen van 1990 tot heden | « vorig — Lamborghini-modellen van 1990 tot heden | « vorig — Lamborghini-modellen van 1990 tot heden | « vorig — Lamborghini-modellen van 1990 tot heden | « vorig — Lamborghini-modellen van 1990 tot heden | « vorig — Lamborghini-modellen van 1990 tot heden | « vorig — Lamborghini-modellen van 1990 tot heden | « vorig — Lamborghini-modellen van 1990 tot heden | « vorig — Lamborghini-modellen van 1990 tot heden | « vorig — Lamborghini-modellen van 1990 tot heden | « vorig — Lamborghini-modellen van 1990 tot heden | « vorig — Lamborghini-modellen van 1990 tot heden | « vorig — Lamborghini-modellen van 1990 tot heden | « vorig — Lamborghini-modellen van 1990 tot heden | « vorig — Lamborghini-modellen van 1990 tot heden | « vorig — Lamborghini-modellen van 1990 tot heden | « vorig — Lamborghini-modellen van 1990 tot heden | « vorig — Lamborghini-modellen van 1990 tot heden | « vorig — Lamborghini-modellen van 1990 tot heden | « vorig — Lamborghini-modellen van 1990 tot heden | « vorig — Lamborghini-modellen van 1990 tot heden | « vorig — Lamborghini-modellen van 1990 tot heden | « vorig — Lamborghini-modellen van 1990 tot heden | « vorig — Lamborghini-modellen van 1990 tot heden | « vorig — Lamborghini-modellen van 1990 tot heden |
| ------------------------------------------------- | ------------------------------------------------- | ------------------------------------------------- | ------------------------------------------------- | ------------------------------------------------- | ------------------------------------------------- | ------------------------------------------------- | ------------------------------------------------- | ------------------------------------------------- | ------------------------------------------------- | ------------------------------------------------- | ------------------------------------------------- | ------------------------------------------------- | ------------------------------------------------- | ------------------------------------------------- | ------------------------------------------------- | ------------------------------------------------- | ------------------------------------------------- | ------------------------------------------------- | ------------------------------------------------- | ------------------------------------------------- | ------------------------------------------------- | ------------------------------------------------- | ------------------------------------------------- | ------------------------------------------------- | ------------------------------------------------- | ------------------------------------------------- | ------------------------------------------------- | ------------------------------------------------- | ------------------------------------------------- | ------------------------------------------------- | ------------------------------------------------- | ------------------------------------------------- | ------------------------------------------------- | ------------------------------------------------- | ------------------------------------------------- | ------------------------------------------------- |
| Type                                              | Type                                              | 1990                                              | 1990                                              | 1990                                              | 1990                                              | 1990                                              | 1990                                              | 1990                                              | 1990                                              | 1990                                              | 1990                                              | 2000                                              | 2000                                              | 2000                                              | 2000                                              | 2000                                              | 2000                                              | 2000                                              | 2000                                              | 2000                                              | 2000                                              | 2010                                              | 2010                                              | 2010                                              | 2010                                              | 2010                                              | 2010                                              | 2010                                              | 2010                                              | 2010                                              | 2010                                              | 2020                                              | 2020                                              | 2020                                              | 2020                                              | 2020                                              |
| Type                                              | Type                                              | 0                                                 | 1                                                 | 2                                                 | 3                                                 | 4                                                 | 5                                                 | 6                                                 | 7                                                 | 8                                                 | 9                                                 | 0                                                 | 1                                                 | 2                                                 | 3                                                 | 4                                                 | 5                                                 | 6                                                 | 7                                                 | 8                                                 | 9                                                 | 0                                                 | 1                                                 | 2                                                 | 3                                                 | 4                                                 | 5                                                 | 6                                                 | 7                                                 | 8                                                 | 9                                                 | 0                                                 | 1                                                 | 2                                                 | 3                                                 | 4                                                 |
| Sportwagen                                        | V10                                               |                                                   |                                                   |                                                   |                                                   |                                                   |                                                   |                                                   |                                                   |                                                   |                                                   |                                                   |                                                   |                                                   | Gallardo                                          | Gallardo                                          | Gallardo                                          | Gallardo                                          | Gallardo                                          | Gallardo                                          | Gallardo                                          | Gallardo                                          | Gallardo                                          | Gallardo                                          | Gallardo                                          | Huracán                                           | Huracán                                           | Huracán                                           | Huracán                                           | Huracán                                           | Huracán                                           | Huracán                                           | Huracán                                           | Huracán                                           | Huracán                                           | Huracán                                           |
| Sportwagen                                        | V12                                               | Diablo                                            | Diablo                                            | Diablo                                            | Diablo                                            | Diablo                                            | Diablo                                            | Diablo                                            | Diablo                                            | Diablo                                            | Diablo                                            | Diablo                                            | Murciélago                                        | Murciélago                                        | Murciélago                                        | Murciélago                                        | Murciélago                                        | Murciélago                                        | Murciélago                                        | Murciélago                                        | Murciélago                                        | Murciélago                                        | Aventador                                         | Aventador                                         | Aventador                                         | Aventador                                         | Aventador                                         | Aventador                                         | Aventador                                         | Aventador                                         | Aventador                                         | Aventador                                         | Aventador                                         | Aventador                                         | Revuelto                                          | Revuelto                                          |
| Supercar                                          | Supercar                                          |                                                   |                                                   |                                                   |                                                   |                                                   |                                                   |                                                   |                                                   |                                                   |                                                   |                                                   |                                                   |                                                   |                                                   |                                                   |                                                   |                                                   | Reventón                                          | Reventón                                          | Reventón                                          | Sesto Elemento                                    | Sesto Elemento                                    |                                                   | Veneno                                            | Veneno                                            |                                                   | Centenario                                        | Centenario                                        |                                                   |                                                   | Sián                                              | Sián                                              | Countach LPI 800-4                                |                                                   |                                                   |
| SUV                                               | SUV                                               | LM002                                             | LM002                                             | LM002                                             |                                                   |                                                   |                                                   |                                                   |                                                   |                                                   |                                                   |                                                   |                                                   |                                                   |                                                   |                                                   |                                                   |                                                   |                                                   |                                                   |                                                   |                                                   |                                                   |                                                   |                                                   |                                                   |                                                   |                                                   |                                                   | Urus                                              | Urus                                              | Urus                                              | Urus                                              | Urus                                              | Urus                                              | Urus                                              |
| Eigenaar                                          | Eigenaar                                          | Chrysler                                          | Chrysler                                          | Chrysler                                          | Chrysler                                          | Megatech                                          | Megatech                                          | V'Power                                           | V'Power                                           | V'Power                                           | Audi AG                                           | Audi AG                                           | Audi AG                                           | Audi AG                                           | Audi AG                                           | Audi AG                                           | Audi AG                                           | Audi AG                                           | Audi AG                                           | Audi AG                                           | Audi AG                                           | Audi AG                                           | Audi AG                                           | Audi AG                                           | Audi AG                                           | Audi AG                                           | Audi AG                                           | Audi AG                                           | Audi AG                                           | Audi AG                                           | Audi AG                                           | Audi AG                                           | Audi AG                                           | Audi AG                                           | Audi AG                                           | Audi AG                                           |